# Олексіївка (Білгород-Дністровський район)
Олексі́ївка (до 14.11.1945 Мансбург) — село Маразліївської сільської громади у Білгород-Дністровському районі Одеської області, Україна. Населення становить 1695 осіб.

## Перейменування об'єктів топоніміки
Розпорядженням «Про перейменування вулиць населених пунктів Маразліївської сільської ради» від 25 січня 2016 року № 14/2016, керуючись статтею 42 Закону України «Про місцеве самоврядування в Україні», Законом України «Про добровільне об'єднання територіальних громад» враховуючи рекомендації Українського інституту національної пам'яті, з метою подолання спадщини тоталітарного минулого та впровадження суспільних позитивних перетворень та з метою відродження в селі Олексіївка перейменовані такі об'єкти топоніміки:
| Сучасна назва     | Попередня назва        |
| ----------------- | ---------------------- |
| вулиця Миру       | вулиця Жовтнева        |
| вулиця Тіниста    | вулиця Радянська       |
| вулиця Центральна | вулиця Красноармійська |

## Населення
Згідно з переписом 1989 року населення села становило 1680 осіб, з яких 811 чоловіків та 869 жінок.
За переписом населення України 2001 року в селі мешкала 1691 особа.

### Мова
Розподіл населення за рідною мовою за даними перепису 2001 року:
| Мова       | Відсоток |
| ---------- | -------- |
| українська | 70,68 %  |
| російська  | 24,01 %  |
| молдовська | 3,13 %   |
| болгарська | 1,47 %   |
| білоруська | 0,24 %   |
| гагаузька  | 0,24 %   |
| угорська   | 0,06 %   |